# Правительство Сергея Сидорского
В статье даются сведения о составе Совета Министров Республики Беларусь под председательством Сергея Сидорского, действовавшего в апреле 2006 г. — декабре 2010 г.
В соответствии с Указом Президента Республики Беларусь от 5 мая 2006 г. № 289 в состав Совета Министров Республики Беларусь входили Премьер-министр Республики Беларусь, Глава Администрации Президента Республики Беларусь, Председатель Комитета государственного контроля, Председатель Правления Национального банка, заместители Премьер-министра Республики Беларусь, министры, председатели государственных комитетов, Руководитель Аппарата Совета Министров Республики Беларусь (Указом Президента Республики Беларусь от 25 мая 2006 г. № 345 установлено, что Руководитель Аппарата Совета Министров Республики Беларусь по статусу является министром), Председатель Президиума Национальной академии наук Беларуси, Председатель Национального статистического комитета (включен в состав Указом Президента Республики Беларусь от 26 августа 2008 г. № 445), директор государственного учреждения «Национальное агентство инвестиций и приватизации» (включен в состав Указом Президента Республики Беларусь от 25 мая 2010 г. № 273), Председатель Правления Белорусского республиканского союза потребительских обществ.

## Состав Совета Министров
После даты назначения или освобождения от должности членов Совета Министров стоит номер соответствующего Указа Президента Республики Беларусь.
Члены Совета Министров, даты освобождения от должности которых не указаны, действовали на момент отставки правительства (их полномочия прекращались с момента назначения в новом составе правительства их же или других лиц).
Члены правительства расположены в списке в хронологическом порядке по дате их назначения. В список включён исполняющий обязанности Министра внутренних дел, формально не являвшийся членом правительства.
1. Прокопович, Пётр Петрович — Председатель Правления Национального банка Республики Беларусь (с 20 марта 1998 г., № 150)
2. Кулешов, Владимир Викторович — Председатель Правления Белорусского республиканского союза потребительских обществ (2001—2009 гг.)
3. Мясникович, Михаил Владимирович — Председатель Президиума Национальной академии наук Беларуси (26 октября 2004 г., № 518 — 28 декабря 2010 г., № 693)
4. Невыглас, Геннадий Николаевич — Глава Администрации Президента Республики Беларусь (4 января 2006 г., № 7 — 8 июля 2008 г., № 367)
5. Сидорский, Сергей Сергеевич — Премьер-министр Республики Беларусь (с 18 апреля 2006 г., № 238)
6. Семашко, Владимир Ильич — Первый заместитель Премьер-министра Республики Беларусь (с 5 мая 2006 г., № 290)
7. Бамбиза, Иван Михайлович — Заместитель Премьер-министра Республики Беларусь (с 5 мая 2006 г., № 290)
8. Буря, Виктор Павлович — Заместитель Премьер-министра Республики Беларусь (с 5 мая 2006 г., № 290)
9. Кобяков, Андрей Владимирович — Заместитель Премьер-министра Республики Беларусь (с 5 мая 2006 г., № 290)
10. Косинец, Александр Николаевич — Заместитель Премьер-министра Республики Беларусь (5 мая 2006 г., № 290 — 24 ноября 2008 г., № 642)
11. Бариев, Энвер Ризаевич — Министр по чрезвычайным ситуациям Республики Беларусь (с 5 мая 2006 г., № 290)
12. Белохвостов, Владимир Максимович — Министр жилищно-коммунального хозяйства Республики Беларусь (с 5 мая 2006 г., № 290)
13. Голованов, Виктор Григорьевич — Министр юстиции Республики Беларусь (с 5 мая 2006 г., № 290)
14. Григоров, Александр Владимирович — Министр спорта и туризма Республики Беларусь (5 мая 2006 г., № 290 — 26 июня 2009 г., № 341)
15. Дейко, Анна Константиновна — Министр по налогам и сборам Республики Беларусь (5 мая 2006 г., № 290 — 4 декабря 2009 г., № 581)
16. Жарко, Василий Иванович — Министр здравоохранения Республики Беларусь (с 5 мая 2006 г., № 290)
17. Зайченко, Николай Петрович — Министр экономики Республики Беларусь (5 мая 2006 г., № 290 — 4 декабря 2009 г., № 585)
18. Зиновский, Владимир Иванович — Министр статистики и анализа Республики Беларусь (5 мая 2006 г., № 290 — 4 октября 2008 г., № 537), Председатель Национального статистического комитета Республики Беларусь (с 4 октября 2008 г., № 537)
19. Иванков, Александр Иванович — Министр торговли Республики Беларусь (5 мая 2006 г., № 290 — 9 января 2009 г., № 18)
20. Корбут, Николай Петрович — Министр финансов Республики Беларусь (5 мая 2006 г., № 290 — 14 августа 2008 г., № 418)
21. Мальцев, Леонид Семёнович — Министр обороны Республики Беларусь (5 мая 2006 г., № 290 — 4 декабря 2009 г., № 569)
22. Мартынов, Сергей Николаевич — Министр иностранных дел Республики Беларусь (с 5 мая 2006 г., № 290)
23. Матвейчук, Владимир Федорович — Министр культуры Республики Беларусь (5 мая 2006 г., № 290 — 4 июня 2009 г., № 285)
24. Наумов, Владимир Владимирович — Министр внутренних дел Республики Беларусь (5 мая 2006 г., № 290 — 7 апреля 2009 г., № 179)
25. Озерец, Александр Владимирович — Министр энергетики Республики Беларусь (с 5 мая 2006 г., № 290)
26. Пантелей, Николай Петрович — Министр связи и информатизации Республики Беларусь (с 5 мая 2006 г., № 290)
27. Потупчик, Владимир Николаевич — Министр труда и социальной защиты Республики Беларусь (5 мая 2006 г., № 290 — 4 июня 2009 г., № 282), Заместитель Премьер-министра Республики Беларусь (с 4 июня 2009 г., № 282)
28. Радьков, Александр Михайлович — Министр образования Республики Беларусь (с 5 мая 2006 г., № 290)
29. Русак, Леонид Вячеславович — Министр сельского хозяйства и продовольствия Республики Беларусь (5 мая 2006 г., № 290 — 18 апреля 2008 г., № 217)
30. Русакевич, Владимир Васильевич — Министр информации Республики Беларусь (5 мая 2006 г., № 290 — 4 декабря 2009 г., № 583)
31. Русецкий, Анатолий Максимович — Министр промышленности Республики Беларусь (5 мая 2006 г., № 290 — 26 июня 2009 г., № 337)
32. Селезнёв, Александр Ильич — Министр архитектуры и строительства Республики Беларусь (с 5 мая 2006 г., № 290)
33. Семашко, Пётр Михайлович — Министр лесного хозяйства Республики Беларусь (5 мая 2006 г., № 290 — 4 декабря 2009 г., № 587)
34. Сосновский, Владимир Георгиевич — Министр транспорта и коммуникаций Республики Беларусь (5 мая 2006 г., № 290 — 26 июня 2009 г., № 343)
35. Хоружик, Леонтий Иванович — Министр природных ресурсов и охраны окружающей среды Республики Беларусь (5 мая 2006 г., № 290 — 26 июня 2009 г., № 339)
36. Азаматов, Николай Ильясович — Председатель Государственного военно-промышленного комитета Республики Беларусь (5 мая 2006 г., № 290 — 4 декабря 2009 г., № 574)
37. Корешков, Валерий Николаевич — Председатель Государственного комитета по стандартизации Республики Беларусь (с 5 мая 2006 г., № 290)
38. Кузнецов, Георгий Иванович — Председатель Государственного комитета по имуществу Республики Беларусь (с 5 мая 2006 г., № 290)
39. Матюшков, Владимир Егорович — Председатель Государственного комитета по науке и технологиям Республики Беларусь (5 мая 2006 г., № 290 — 26 июня 2009 г., № 345)
40. Павловский, Александр Алексеевич — Председатель Государственного комитета пограничных войск Республики Беларусь (5 мая 2006 г., № 290 — 10 апреля 2007 г., № 174)
41. Сухоренко, Степан Николаевич — Председатель Комитета государственной безопасности Республики Беларусь (5 мая 2006 г., № 290 — 17 июля 2007 г., № 332)
42. Шпилевский, Александр Францевич — Председатель Государственного таможенного комитета Республики Беларусь (с 5 мая 2006 г., № 290)
43. Казакевич, Валерий Владимирович — Руководитель Аппарата Совета Министров Республики Беларусь (17 мая 2006 г., № 620[2] — 24 июля 2007 г., № 945[2])
44. Ломать, Зенон Кузьмич — Председатель Комитета государственного контроля Республики Беларусь (3 октября 2006 г., № 593 — 28 декабря 2010 г., № 689)
45. Рачковский, Игорь Анатольевич — Председатель Государственного комитета пограничных войск Республики Беларусь (10 апреля 2007 г., № 175 — 27 сентября 2007 г., № 451), Председатель Государственного пограничного комитета Республики Беларусь (с 27 сентября 2007 г., № 451)
46. Жадобин, Юрий Викторович — Председатель Комитета государственной безопасности Республики Беларусь (17 июля 2007 г., № 334 — 15 июля 2008 г., № 386), Министр обороны Республики Беларусь (с 4 декабря 2009 г., № 568)
47. Мартынецкий, Константин Алексеевич — Руководитель Аппарата Совета Министров Республики Беларусь (с 4 октября 2007 г., № 486)
48. Шапиро, Семён Борисович — Министр сельского хозяйства и продовольствия Республики Беларусь (18 апреля 2008 г., № 218 — 20 мая 2010 г., № 254)
49. Макей, Владимир Владимирович — Глава Администрации Президента Республики Беларусь (с 15 июля 2008 г., № 385)
50. Зайцев, Вадим Юрьевич — Председатель Комитета государственной безопасности Республики Беларусь (с 15 июля 2008 г., № 387)
51. Харковец, Андрей Михайлович — Министр финансов Республики Беларусь (с 14 августа 2008 г., № 419)
52. Чеканов, Валентин Сергеевич — Министр торговли Республики Беларусь (с 9 января 2009 г., № 19)
53. Кулешов, Анатолий Нилович — исполняющий обязанности Министра внутренних дел Республики Беларусь (с 7 апреля 2009 г., № 180), Министр внутренних дел Республики Беларусь (с 2 июня 2009 г., № 280)
54. Латушко, Павел Павлович — Министр культуры Республики Беларусь (с 4 июня 2009 г., № 286)
55. Радевич, Александр Михайлович — Министр промышленности Республики Беларусь (с 26 июня 2009 г., № 338)
56. Цалко, Владимир Григорьевич — Министр природных ресурсов и охраны окружающей среды Республики Беларусь (с 26 июня 2009 г., № 340)
57. Качан, Олег Леонидович — Министр спорта и туризма Республики Беларусь (с 26 июня 2009 г., № 342)
58. Щербо, Иван Иванович — Министр транспорта и коммуникаций Республики Беларусь (с 26 июня 2009 г., № 344)
59. Войтов, Игорь Витальевич — Председатель Государственного комитета по науке и технологиям (с 26 июня 2009 г., № 346)
60. Гурулёв, Сергей Петрович — Председатель Государственного военно-промышленного комитета Республики Беларусь (с 4 декабря 2009 г., № 575)
61. Щёткина, Марианна Акиндиновна — Министр труда и социальной защиты Республики Беларусь (с 4 декабря 2009 г., № 580)
62. Полуян, Владимир Николаевич — Министр по налогам и сборам Республики Беларусь (с 4 декабря 2009 г., № 582)
63. Пролесковский, Олег Витольдович — Министр информации Республики Беларусь (с 4 декабря 2009 г., № 584)
64. Снопков, Николай Геннадьевич — Министр экономики Республики Беларусь (с 4 декабря 2009 г., № 586)
65. Сидько, Сергей Дмитриевич — Председатель Правления Белорусского республиканского союза потребительских обществ (с 2009 г.)
66. Амельянович, Михаил Михайлович — Министр лесного хозяйства Республики Беларусь (с 12 марта 2010 г., № 150)
67. Русый, Михаил Иванович — Министр сельского хозяйства и продовольствия Республики Беларусь (с 20 мая 2010 г., № 255)

Постановлением Совета Министров Республики Беларусь от 27 декабря 2010 г. № 1899 Совет Министров сложил полномочия перед вновь избранным Президентом Республики Беларусь.
Указом Президента Республики Беларусь от 27 декабря 2010 г. № 687 поручено Премьер-министру Республики Беларусь, его заместителям, министрам и председателям государственных комитетов Республики Беларусь осуществлять свои полномочия до сформирования Президентом Республики Беларусь нового состава Совета Министров путём издания Президентом Республики Беларусь правовых актов о назначении на указанные должности.